# Charles Ruijs de Beerenbrouck
Jonkheer Charles Joseph Marie Ruijs de Beerenbrouck (1. prosince 1873 Roermond – 17. dubna 1936 Utrecht) byl nizozemský politik, jedna z klíčových postav meziválečné nizozemské politiky. Přes deset let byl předsedou nizozemské vlády, a to ve dvou obdobích, od 9. září 1918 do 4. srpna 1925 a poté znovu od 10. srpna 1929 do 26. května 1933. Byl představitelem středopravicového a konfesijního Všeobecného sdružení římskokatolických volebních společností (Algemeene Bond van Roomsch-Katholieke Kiesverenigingen), které za jeho druhého premiérského mandátu již neslo název Římskokatolická státní strana (Roomsch-Katholieke Staatspartij), jež je předchůdkyní současné Katolické lidové strany (Katholieke Volkspartij) vzniklé roku 1945. Byl vůdcem této strany v letech 1925–1929 a 1931–1936. Byl prvním katolíkem, který se stal nizozemským premiérem. Zastával ale řadu dalších vládních funkcí: ministra zahraničí (1933), ministra vnitra (1918–1923, 1932–1933), ministra zemědělství a obchodu (1922–1923, 1923–1925, 1929–1932), ministra námořnictví (1919), ministra kolonií (1919), ministra války (1920). Krom toho byl ve dvou obdobích předsedou dolní komory parlamentu (1925–1929, 1933–1936), v této funkci zůstal až do své smrti. V roce 1918 byl též guvernérem provincie Limburg.

## Život
Narodil se ve šlechtické rodině. Byl synem Gustava Ruijse de Beerenbroucka (1842–1926), ministra spravedlnosti a zakladatele nizozemského pracovního a sociálního práva. Vystudoval práva na univerzitě v Leidenu, absolvoval roku 1895. V roce 1896 se začal živit jako právník v Maastrichtu. V roce 1899 se stal členem maastrichtské městské rady a v roce 1905 byl prvně zvolen poslancem Sněmovny reprezentantů. Na konci první světové války byl jmenován limburským guvernérem a krátce na to stanul v čele nizozemské vlády. V době jmenování byl nejmladším premiérem nizozemské historie, bylo mu 44 let. Ve funkci se musel především vypořádat s následky války. Přestože Nizozemsko zůstalo během konfliktu neutrální, čelila vláda několika problémům, zejména návratu německých jednotek přes provincii Limburg a také skutečnosti, že do nizozemského exilu odešel německý císař Vilém II. Ve svém prvním mandátu čelil také pokusu o socialistickou revoluci vedenému Pieterem Jellesem Troelstrou. Byť šlo o pokus neúspěšný, Ruijs de Beerenbrouck uzákonil několik sociálních reforem, aby uklidnil dělnickou třídu. Během druhého mandátu se musel vypořádat s velkou hospodářskou krizí, která měla ochromující dopady na nizozemskou ekonomiku, jež navíc trvaly déle než ve většině evropských zemí. Vedla k velké nezaměstnanosti a chudobě, stejně jako rostoucím sociálním nepokojům. Ruijs de Beerenbrouck byl nucen snížit vládní výdaje a devalvovat národní měnu gulden, ale tato opatření jen zhoršila dopady hospodářské krize. V únoru 1933 nařídil bombardování námořního křižníku De Zeven Provinciën, na jehož palubě se námořníci vzbouřili proti snížení jejich mezd. Bylo zabito 23 vzbouřenců. Tento postup se stal předmětem ostré kritiky. Trpěl Addisonovou chorobou.